# Мухаммед ібн Шаріф
Мухаммед II ібн Шаріф (араб. محمد بن الشريف; д/н — 2 серпня 1664) — 2-й султан Тафілальта в 1641—1664 роках. Відомий також як Абдаллах Мулай Мухаммед II.

## Життєпис
Походив з династії Алауїтів. Старший син Мулай Мухаммеда I (відомого як Шаріф ібн Алі), султана Тафілальта. Перша згадка про нього відноситься до 1630 року. 1636 року з військом у 200 вояків захопив місто Табуасамт, що підкорялося Сіді Алі, володарю Суса і Драа. У відповідь той захопив у полон Мулай Мухаммеда I, якого Мухаммед ібн шаріф викупив у 1637 році. 
Фактично перебрав владу на себе. 1640 року захопив Сіджильмасу, перемігши залогу Сіді Алі, а потім повернув собі Табуасамт, внаслідок чого взяв під контроль важливий торгівельний центра в торгівлі Західним Суданом.
1641 року батько остаточно зрікся титулу і влади на користь Мухаммеда. В подальшому розпочав низку кампанії проти Сіді Алі, якому завдав поразок, до 1645 року захопивши важливу область Драа та землі до річки Мулуя. Перемогами над Сіді Алі набув значного авторитету і престижу в Марокко.
1646 року розпочав війну проти завії (суфійського братства) Діла. Втім зазнав поразки в битві біля Аль-Гарі від Мухаммеда аль-Хаджа, внаслідок чого втратив Сіджильмасу. Зрештою було укладено угоду з діла, за якою кордон між володінням проходив гірським пасмом Айяш.

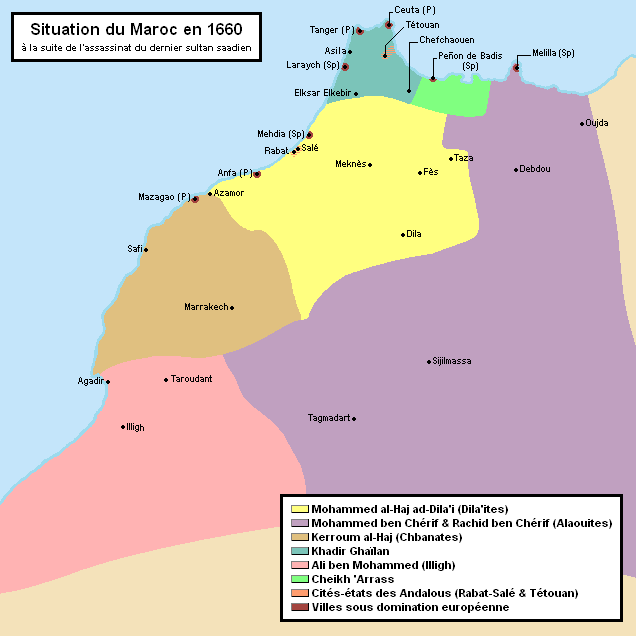
Володіння Мухаммеда II на момент смерті (позначено бузковим кольором)

1649 року Мухаммед II перейшов у наступ, дійшовши до Фесу, але в його околицях 19 серпня того ж року зазнав відчутної поразки, відступивши до Сіджильмаси. З цього часу не наважився виступити проти завії Діла. Водночас мусив придушити заколот брата ар-Рашида, який після поразки очолив загін, що став нападати на купців, лихварів.
У 1664 році Ар-Рашид став знову значно загрожувати пануванню Мухаммеда II. Проти султана виступили арабські племена регіону Ангад. У битві на пасмі Ангад проти брата султан невдовзі після її початку був смертельно поранений випадковою кулею, в результаті чого його військо перейшло на бік Ар-Рашида. Останній переміг сина Мухаммеда II — аль-Сагіра, ставши новим султаном Тафілальта.